# Głuchów Górny
Głuchów Górny est une localité polonaise de la gmina et du powiat de Trzebnica en voïvodie de Basse-Silésie.

## Histoire
De 1742 à 1945, Ober Glauche fait partie de l'arrondissement de Trebnitz dans le district de Breslau au sein de la province de Silésie.